# مارغريت تود
مارغريت تود هي لاعبة غولف كندية، (و. 1918 – 2019 م).